# تپه کهنه روستای اسلاملو
تپه کهنه روستای اسلاملو مربوط به سدهٔ ۶ تا ۸ ه.ق است و در شهرستان اشنویه، بخش مرکز ی، دهستان دشت بیل، روستای اسلاملو واقع شده و این اثر در تاریخ ۲۸ شهریور ۱۳۸۶ با شمارهٔ ثبت ۱۹۵۹۶ به‌عنوان یکی از آثار ملی ایران به ثبت رسیده است.